# Raport taterników
Raport taterników – dokument przygotowany latem 1982 r. przez trójkę taterników: Jacka Jaworskiego, Ryszarda Szafirskiego i Janusza Hierzyka, zawierający szczegółowe informacje na temat pacyfikacji kopalni Wujek, uzyskane drogą podstępu od funkcjonariuszy ZOMO podczas zorganizowanego specjalnie dla nich obozu szkoleniowego w Tatrach wiosną 1982.

## Charakterystyka raportu
Na przełomie lutego i marca 1982 r. w schronisku w Dolinie Pięciu Stawów Polskich w Tatrach pojawił się katowicki pluton ZOMO. Pod kontrolą czwórki taterników zomowcy mieli przejść szkolenie przysposabiające ich m.in. do akcji antyterrorystycznych. Szkolenie prowadzili Jacek Jaworski, Ryszard Szafirski, Janusz Hierzyk i Józef Olszewski. Ten ostatni nie wiedział, że trójka jego kolegów celowo podjęła skrajnie ryzykowną decyzję o pracy z funkcjonariuszami ZOMO. Ów spisek miał na celu wydobycie prawdy o największej zbrodni grudnia 1981 r.
Już po kilku dniach ponadmiesięcznego szkolenia – specjalnie przeprowadzonego w skrajnie ekstremalnych warunkach terenowych – zomowcy zaczęli zwierzać się szkolącym ich taternikom (mówili o tym głównie podczas wspinaczek oraz alkoholowych biesiad, lecz informacje te były następnie uwiarygodniane i potwierdzane „na trzeźwo”). Na podstawie ich słów taternicy dokładnie opisali, kto wydał rozkaz ataku i pierwszy otworzył ogień. W raporcie znalazły się także informacje o tym, że pluton strzelał precyzyjnie do konkretnych górników. Raport taterników przeczył oficjalnym komunikatom komunistycznych władz, które twierdziły, że funkcjonariusze bronili się przed agresywnym tłumem.
Spisywanie pierwszego raportu zostało zakończone pod koniec maja 1982 r. Była to zapisana maczkiem wstęga papieru złożona jak szkolna ściągawka i sporządzona w 3 jednobrzmiących egzemplarzach. Raport miał dotrzeć do liderów podziemnej „Solidarności” (m.in. Zbigniewa Bujaka), a do Warszawy zawiózł go Janusz Hierzyk. Na skutek niewyjaśnionych do dzisiaj okoliczności wszystkie trzy egzemplarze zaginęły lub zostały zniszczone. Później ich wiedzą nie zainteresował się nikt, nawet po 1989 r., gdy dawni opozycjoniści przejęli stery władzy.
Jaworski, Szafirski i Hierzyk przez lata musieli utrzymywać swój spisek w tajemnicy. O tym, czemu naprawdę służyło szkolenie zomowców, którzy strzelali na Wujku, wiedziała tylko garstka ludzi z opozycyjnego podziemia. Zdecydowana większość osób z bliższego lub dalszego otoczenia taterników – która siłą rzeczy nie mogła być wtajemniczona – ich postępowanie uważała za zwyczajną zdradę i hańbę dla Podhala (w czasie Polski Ludowej uważanego za jedno z kilku najprężniej działających skupisk opozycji). Z tego powodu cała czwórka została odrzucona przez środowisko, będąc notorycznie piętnowaną. Sytuacja ta zmusiła Szafirskiego do emigracji do Kanady, ale i tam dosięgła go etykietka zdrajcy. Inicjator spisku – Jaworski, również musiał wyjechać (osiedlił się w Niemczech).
Nie mogąc się pogodzić z wyrokiem uniewinniającym zomowców w pierwszym procesie (ogłoszonym 21 listopada 1997 r.), taternicy postanowili ponownie zacząć działać w celu ujawnienia prawdy. W 1999 – po powrocie do kraju – raport odtworzył Jacek Jaworski, wskazując w nim, że polecenie strzelania do strajkujących górników wydał Romuald Cieślak – ówczesny dowódca plutonu specjalnego ZOMO – który w dodatku strzelał pierwszy. Później zeznania zaczęli składać pozostali taternicy. Podczas trwania procesu sędziowie powołali biegłego psychologa, który oceniał ich zeznania, uznając je za wiarygodne. Pozwoliło to na skazanie wszystkich żyjących funkcjonariuszy pacyfikujących kopalnię Wujek.
Istnienie raportu było wielokrotnie podważane. Jednym ze świadków jego istnienia był Yoshiho Umeda, który potwierdzał istnienie raportu przed sądem. Kulisy powstania raportu i jego zaginięcia opisane zostały w książce biograficznej pt. "Wolny agent Umeda i druga Japonia".